# Aurubis
Aurubis AG (in precedenza Norddeutsche Affinerie AG) è un fornitore globale di metalli non ferrosi e uno dei maggiori riciclatori di rame al mondo con sede ad Amburgo, Germania. L'azienda trasforma concentrati metallici complessi, rottami, materiali di riciclaggio contenenti metalli organici e inorganici e residui industriali in metalli. Aurubis produce più di 1 milione di tonnellate di catodi di rame all'anno e da questi una varietà di prodotti come vergelle, forme colate continue, profili e prodotti laminati piatti in rame e leghe di rame. Aurubis produce anche una gamma di altri metalli, inclusi metalli preziosi come selenio, piombo, nichel, stagno e zinco. Il portafoglio comprende anche altri prodotti come acido solforico e silicato di ferro.
In seguito all'acquisizione del produttore belga di rame Cumerio da parte della Norddeutsche Affinerie AG il 18 febbraio 2008, la società è stata rinominata Aurubis il 1º aprile 2009.
Le azioni Aurubis sono quotate nel segmento Prime Standard della Borsa di Francoforte e nell'MDAX, nel Global Challenges Index (GCX) e nello STOXX Europe 600.

## Storia
All'inizio Aurubis era chiamata "Beit, Marcus und Salomon Gold- und Silberscheider" ("Beit, Marcus und Salomon Gold and Silver Parting") con sede nella Elbstrasse ad Amburgo. Fu menzionata per la prima volta nell'almanacco dei commercianti di Amburgo nel 1783, ma già nel 1770 Marcus Salomon Beit ottenne il permesso di costruire ad Amburgo un forno per la separazione e la fusione dell'argento. Con il passare del tempo l'azienda non si limitò a fondere monete e leghe di metalli preziosi ma anche minerali d'argento, per cui si verificò uno spostamento della produzione verso la fusione del minerale. Dopo il 1830 gli armatori di Amburgo iniziarono a spedire il minerale di rame sulle navi dell'emigrazione quando tornavano in Germania dal Nord e dal Sud America, e talvolta dall'Australia. Nel 1846 sull'isola Steinwerder sul fiume Elba fu fondata la "Elbkupferwerk"in collaborazione con Johann Cesar Godeffroy e Siegmund Robinow.
La ripresa economica portò alla fondazione della "Elbhütten Affinerie- und Handelsgesellschaft" nel 1856 che fuse l'Elbkupferwerk con la società "Beit Gold and Silver Parting". La consegna e la fusione dei minerali di rame e argento venivano lavorate a Steinwerder, il sito di Elbstrasse supervisionava la lavorazione mediante "affinazione" nelle fonderie e la vendita dei prodotti. La produzione annuale di rame ammontava a 3.000 tonnellate. Il 28 aprile 1866 la Norddeutsche Affinerie fu fondata come società per azioni con la partecipazione della Norddeutsche Bank e della Allgemeine Deutsche Kreditanstalt.
Il rame è stato prodotto al 'Peute', una zona industriale del quartiere Veddel di Amburgo dal 1910. Gli impianti di produzione occupano gran parte dell'area industriale.

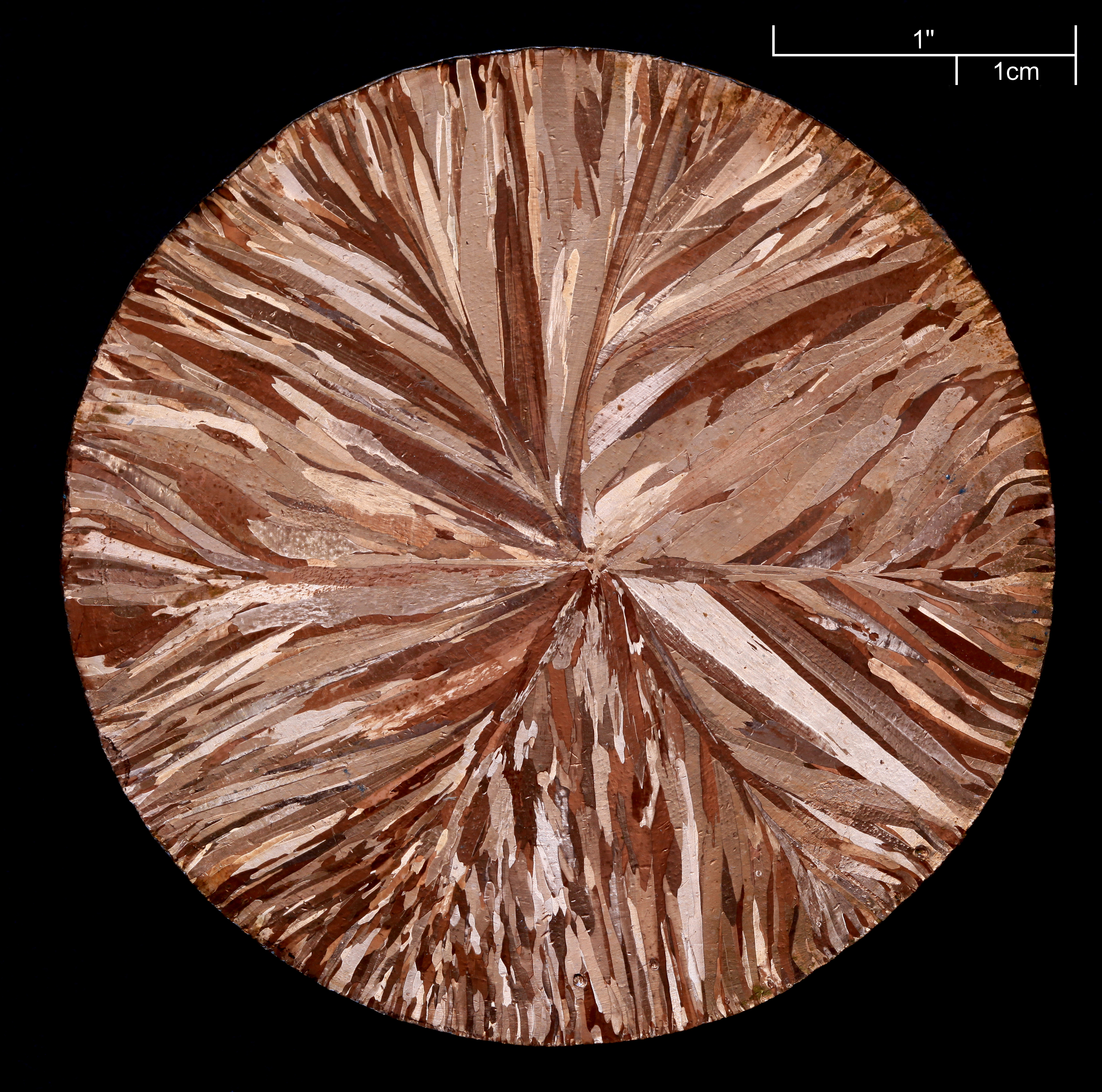
Sezione trasversale di una billetta di rame Aurubis prodotta mediante colata continua

Dopo la presa del potere nazista nel 1933, i membri ebrei del consiglio di amministrazione Richard Merton, Julius Levisohn e Heinrich Wohlwill furono costretti a dimettersi. La Norddeutsche Affinerie ha beneficiato di maggiori investimenti pubblici e ha ampliato significativamente la propria attività. Nel 1939, l'azienda forniva quasi la metà della domanda tedesca di rame e impiegava 1450 persone.

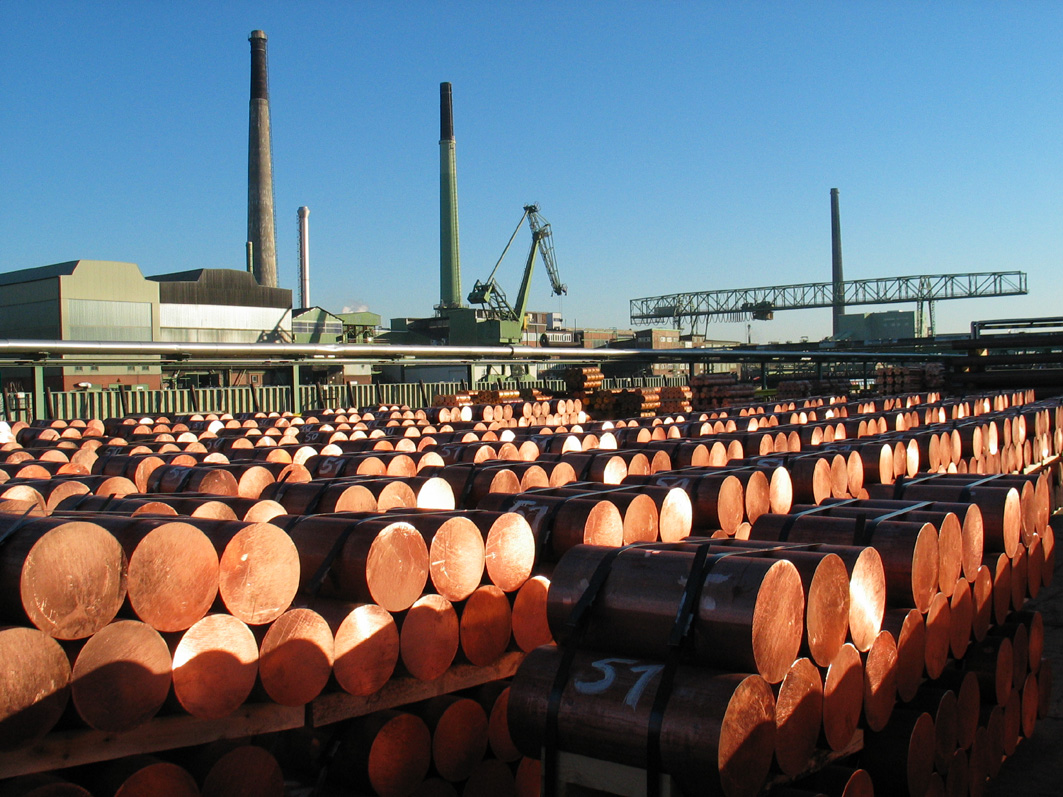
Magazzino di colata continua con vista sullo stabilimento Harrisanlage

All'indomani dei pogrom di novembre, la compagnia prese parte alla lavorazione dell'oro che veniva estorto ai proprietari ebrei. Nel 1939, Wilhelm Avieny della Metallgesellschaft e Hermann Schlosser, CEO di Degussa, furono nominati in posizioni dirigenziali nel consiglio di sorveglianza della Norddeutsche Affinerie. Entrambi furono i primi sostenitori del NSDAP e legati alla politica nazista a causa dell'importanza delle rispettive compagnie. Durante la seconda guerra mondiale, Norddeutsche Affinerie era un importante fornitore per l'industria delle munizioni e utilizzava il lavoro forzato per mantenere la produzione. Al suo apice nel luglio 1944, 806 dei 1900 dipendenti erano lavoratori forzati.

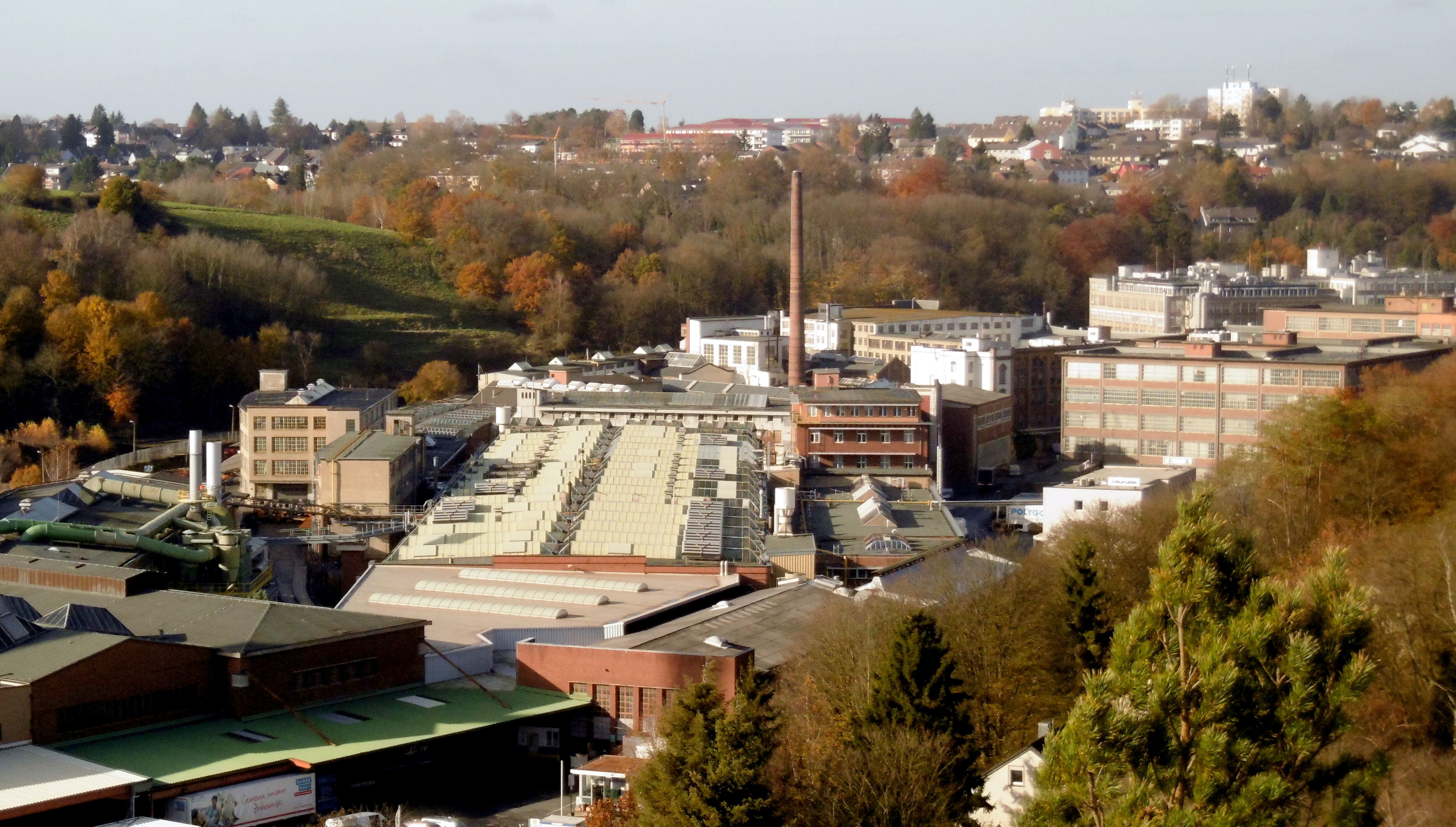
Stabilimento di Stolberg (Renania), ex Prymetall

Nel 2002 è stata rilevata Prymetall. La società Prym gestiva in precedenza un laminatoio grezzo di rame insieme alla Wieland-Werke a Stolberg.
Dal maggio 2007 Aurubis detiene una partecipazione nella centrale a carbone di Moorburg, che Vattenfall Europe ha costruito ad Amburgo-Moorburg con carbone importato, attraverso una cosiddetta fetta di centrale elettrica virtuale – una partecipazione legale di 115 MW. Grazie ad un contratto di fornitura a lungo termine, il cui prezzo si basa sui costi di produzione della corrispondente centrale elettrica, Aurubis acquisterà da Vattenfall un miliardo di kilowattora di elettricità all'anno fino al 2040.
Norddeutsche Affinerie ha rilevato il 91% del produttore belga di rame Cumerio nel 18 febbraio 2008 dopo una lunga disputa con l'austriaca A-TEC Industries. Uno squeeze-out ha completato l'acquisizione di Cumerio il 15 aprile 2008. Nel febbraio 2009, l'assemblea generale della Norddeutsche Affinerie AG ha deciso di rinominare la società in Aurubis AG con effetto dal 1º aprile 2009. Il nome "Aurubis" era basato sulle parole latine per oro e rossoscelto per sottolineare l’importanza del rame come metallo di eccezionale valore (“oro rosso”). Il logo dell'azienda, invece, è rimasto invariato. Allo stesso tempo, Prymetall GmbH & Co. KG si ribattezzò Aurubis Stolberg GmbH & Co. KG.
Nel 2011 Aurubis ha completato l'acquisizione dell'ex Divisione Prodotti Laminati di Luvata. Aurubis conta ora 16 siti produttivi, quattro centri servizi e un ampio sistema di distribuzione per i prodotti in rame. A seguito del controllo della fusione del 6 febbraio 2019, la Commissione europea ha vietato la prevista acquisizione della divisione prodotti laminati di Aurubis e della joint venture Schwermetall Halbzeugwerk da parte del gruppo Wieland con sede a Ulm. La commissaria responsabile per la concorrenza nell'Unione europea, Margrethe Vestager, ritiene che la fusione ridurrebbe la concorrenza e farebbe aumentare i prezzi dei laminati di rame utilizzati dai produttori europei.

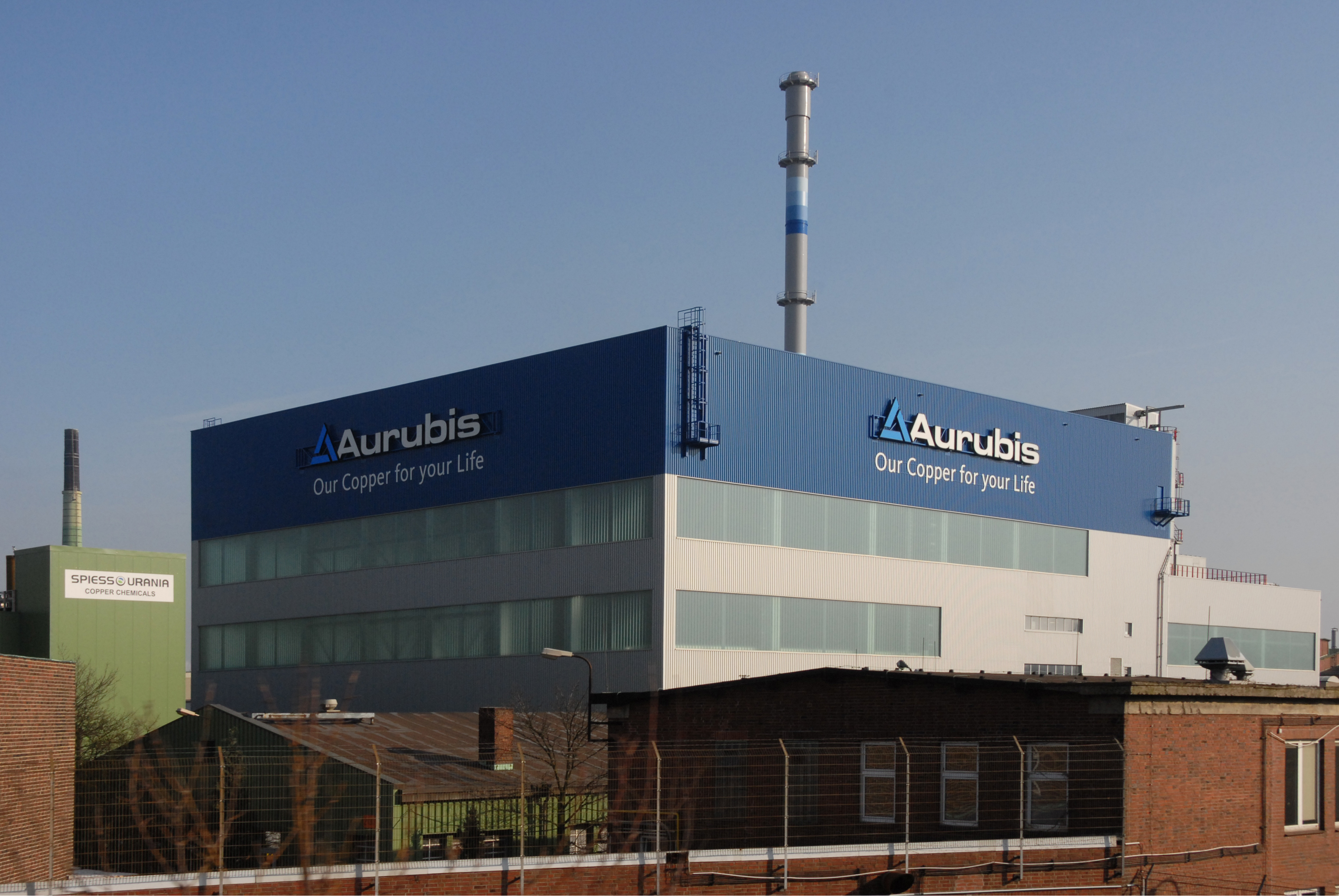
Trattamento fanghi anodici

Nel giugno 2020, Aurubis ha completato l'acquisizione del gruppo belga-spagnolo Metallo per un prezzo di 380 milioni di euro.
Nel 2022 parte della divisione Prodotti Laminati Piani è stata ceduta a KME SE. Fanno parte della vendita anche le sedi di Zutphen (Paesi Bassi) e i centri di taglio di Birmingham (Gran Bretagna), Dolný Kubín (Slovacchia) e Mortara (Italia) con un totale di circa 360 dipendenti.
Nel maggio 2023 si è verificato un grave incidente industriale presso la fonderia primaria di rame di Aurubis ad Amburgo. A seguito di una perdita di azoto durante la manutenzione regolare, sono stati segnalati tre decessi.

## Inquinamento ambientale
Nell'agosto 2020 Aurubis ha firmato un contratto con la società mineraria norvegese Nussir ASA. La società prevede di estrarre circa 2 milioni di tonnellate di minerale di rame all'anno nei successivi 15 anni. Diverse organizzazioni ambientaliste e per i diritti umani, inclusa la Society for Threatened Peoples, hanno criticato il progetto. Gli indigeni Sami hanno visto le loro mandrie di renne minacciate dal progetto e hanno quindi potuto continuare a utilizzare la miniera, la cui area è stata da loro descritta come la “sala parto” per le loro mandrie; i lavori sono stati così fermati prima ancora che potessero iniziare. Nella fase finale, prima che Aurubis concludesse il suo progetto con riferimento a “alcuni aspetti sociali”, i Sami sono stati sostenuti in loco da Natur og Ungdom (“Natura e gioventù”) con azioni di disobbedienza civile. Natur og Ungdom è l'organizzazione giovanile di Norges Naturvernforbund, la più grande organizzazione norvegese per la conservazione della natura.

## Struttura azionaria
Con una quota pari al 29,99% del capitale sociale della società, Salzgitter AG è l'investitore principale di Aurubis. Il restante 70,01% delle azioni con diritto di voto è considerato flottante.
| Azione (in percentuale) | Azionisti               |
| ----------------------- | ----------------------- |
| 29,99                   | Salzgitter AG           |
| 3,17                    | BlackRock Inc.          |
| 4,4                     | Dimension Holdings Inc. |

Data: 4 ottobre 2022